# 艾坪森林
艾坪森林（英語：Epping Forest）是一個位於英格蘭東南方的古老森林，位處大倫敦東北方和埃塞克斯郡的邊界。該森林於12世紀時由亨利二世指定為皇家森林，於此盜獵者將被判刑。現由倫敦市法團管理。艾坪森林長19 km（12 mi），闊4 km（2.5 mi），總面績24 km2（9.3 sq mi），內含林地、草原、河流、沼澤、池塘等棲息地，是個具特殊科學價值地點。